# Danbury (Nebraska)
Danbury es una villa ubicada en el condado de Red Willow en el estado estadounidense de Nebraska. En el Censo de 2010 tenía una población de 101 habitantes y una densidad poblacional de 120,36 personas por km².

## Geografía
Danbury se encuentra ubicada en las coordenadas 40°2′16″N 100°24′18″O / 40.03778, -100.40500. Según la Oficina del Censo de los Estados Unidos, Danbury tiene una superficie total de 0.84 km², de la cual 0.84 km² corresponden a tierra firme y (0%) 0 km² es agua.

## Demografía
Según el censo de 2010, había 101 personas residiendo en Danbury. La densidad de población era de 120,36 hab./km². De los 101 habitantes, Danbury estaba compuesto por el 99.01% blancos, el 0% eran afroamericanos, el 0% eran amerindios, el 0% eran asiáticos, el 0% eran isleños del Pacífico, el 0% eran de otras razas y el 0.99% pertenecían a dos o más razas. Del total de la población el 0.99% eran hispanos o latinos de cualquier raza.